# St. Trinitatis (Ruhla)

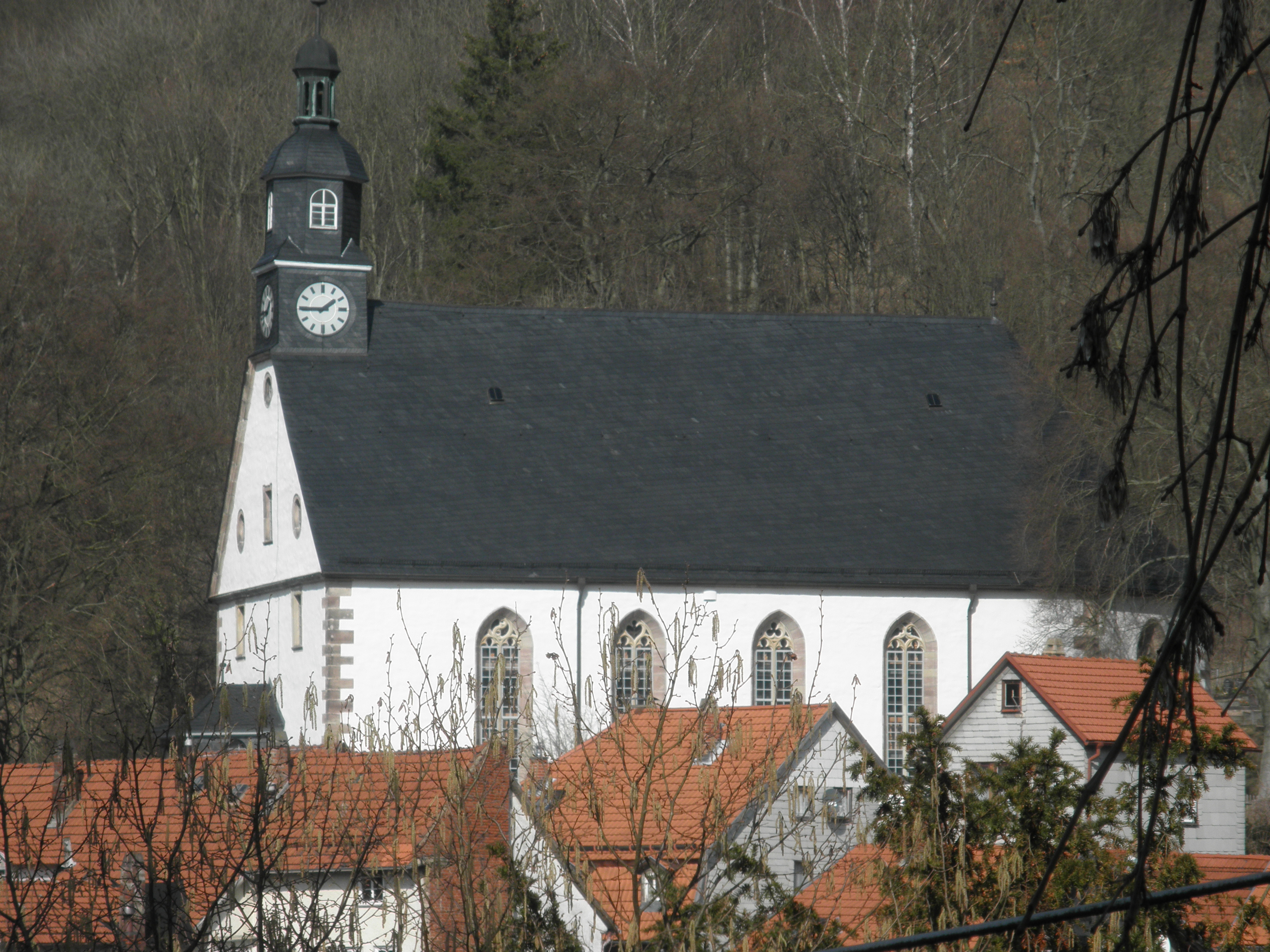
Evangelische Kirche St. Trinitatis in Ruhla

Die evangelische Kirche St. Trinitatis steht in der Gemeinde Ruhla im Wartburgkreis in Thüringen. Sie ist neben der Kirche St. Concordia eines von zwei evangelischen Kirchenbauwerken der Stadt.

## Geschichte
Die St.-Trinitatis-Kirche wurde von 1682 bis 1686 im gothaischen Teil der zu dieser Zeit geteilten Stadt Ruhla als Ersatz für die Vorgängerkirche von 1601 erbaut. Die Einweihung fand am 16. Juni 1686 im Beisein von Herzog Friedrich von Gotha statt. 
Seit den 1920er Jahren ist die Kirche kommunales Eigentum; die Kirchgemeinde hat jedoch weiterhin das uneingeschränkte Nutzungsrecht. Seit 1996 wird die Kirche schrittweise saniert. Der Förderverein Sankt Trinitatis e.V. trägt seit 1997 zur Sanierung bei.

## Ausstattung

### Kanzel
Die Kanzel wurde um 1680 für die Schlosskirche von Schloss Friedenstein in Gotha gefertigt, war jedoch zu prunkvoll für die ansonsten schlicht gestaltete Schlosskirche. Als die Ruhlaer um finanzielle Unterstützung für den Neubau ihrer Kirche baten, wurde ihnen die Kanzel überlassen. Die farbliche Gestaltung und Vergoldung erfolgte erst um 1721.

### Taufstein
Der Taufstein wurde aus Sandstein und Kittelsthaler Alabaster 1684 gestiftet von der Innung der Messerbeschaler des Uetterodtschen Ortsteils.
Er trägt folgende Inschrift: „Diesen Taufstein hat ein Erbar Handwerck der Messerbeschaler Ütterodtschen Orths verfertigen lassen Anno 1684 Waren Obermeister Hanns Stein Senior und Hanns Stein Medius.“
Mittlerweile steht der Taufstein in der Kirche St. Concordia auf der gegenüber gelegenen Talhälfte.

## Orgel
Die Orgel mit 31 Registern, verteilt auf zwei Manuale und Pedal, wurde 1859 von Knauf gebaut. Die Register- und Tontraktur ist mechanisch. 2020 wurde die Orgel restauriert durch Orgelbau Kutter. Die Disposition lautet wie folgt:
| I Hauptwerk C–f3 |             |
| Bordun           | 16′         |
| Principal        | 16′         |
| Principal        | 8′          |
| Gambe            | 8′          |
| Hohlflöte        | 8′          |
| Gedact           | 8′          |
| Quinte           | 6′ (5 1⁄3′) |
| Oktave           | 4′          |
| Gedactflöte      | 4′          |
| Principal        | 2′          |
| Mixtur           | 2′          |
| Mixtur           | 1′          |
| Cymbel III       |             |
| Cornett          |             |

| II Oberwerk C–f3 |     |
| Gedact           | 16′ |
| Salicional       | 8′  |
| Geigenprincipal  | 8′  |
| Flauto traverso  | 8′  |
| Lieblich Gedact  | 8′  |
| Prinzipal        | 4′  |
| Flauto dolce     | 4′  |
| Waldflöte        | 2′  |
| Sesquialtera II  |     |
| Harmonika        | 8′  |

| Pedalwerk C–d1 |               |
| Principalbaß   | 16′           |
| Violon         | 16′           |
| Subbaß         | 16′           |
| Quinte         | 12′ (10 2⁄3′) |
| Oktavbaß       | 8′            |
| Violoncello    | 8′            |
| Gedactbaß      | 8′            |
| Oktave         | 4′            |
| Posaune        | 16′           |

- Koppeln: II/I, I/P